# Ptericoptus sinuatus
Ptericoptus sinuatus är en skalbaggsart som beskrevs av Stefan von Breuning 1939. Ptericoptus sinuatus ingår i släktet Ptericoptus och familjen långhorningar. Inga underarter finns listade i Catalogue of Life.